# Аракчаа, Раиса Ажыевна
Раиса Ажыевна Аракчаа (10 декабря 1925 — 28 июля 1990) — первая женщина-камнерез Тувы, Лауреат Государственной премии РСФСР им. И. Е. Репина (1972), Заслуженный художник Тувинской АССР (1975).

## Биография
Аракчаа Раиса Ажыевна родилась 10 декабря 1925 года в местечке Кара-Тал Улуг-Хемского кожууна ТНР в семье арата-скотовода. В детстве под влиянием матери и дяди научилась делать разные поделки и игрушки из коры дерева. Она окончила четыре класса, рано начала свою трудовую жизнь. В конце 1940-х годов — замужество, работа в Тоджинском, Улуг-Хемском районах, с начала 1961 г. — в г. Кызыле. В 1967 году стала членом Союза художников СССР, а в 1972 году — лауреатом Государственной премии РСФСР им. И. Е. Репина. В 1975 году Указом Президиума Верховного Совета Тувинской АССР Раисе Аракчаа присуждено почетное звание «Заслуженный художник Тувинской АССР» за вклад в области прикладного искусства — резьбы по камню.

## Творчество
В 1965 году Раиса Аракчаа, находясь на аржаане Тарыс, встретилась с великим мастером Хертеком Тойбухаа. Хертек Тойбухаа заметил первые работы Раисы Аракчаа, вырезанные из мягкой породы, и рекомендовал упорно трудиться. В 1967 году она приняла участие в зональной выставке «Сибирь социалистическая» в Омске в честь 50-летия Советской власти. С 1972 года — началось путешествие скульптур тувинских камнерезов по зарубежным выставкам в Польше, Чехословакии, ГДР, Монголии, США, Канада, Японии, Нидерландах, Корее. Творческое наследие Раисы Аракчаа велико. Её работы есть в музеях Абакана, Красноярска, Новосибирска, Томска, Москвы, Санкт-Петербурга и зарубежных странах. В тувинском музее имени «Алдан-Маадыр» хранятся 67 её работ. Она работала в Кызылском училище искусств и щедро передавала свой богатый опыт, свои глубокие знания в искусстве юношеству Тувы. Один из её учеников — Алексей Кагай-оол — ныне руководит Союзом художников Тувы.

## Награды и звания
- Орден «Знак Почёта»
- Заслуженный художник Тувинской АССР (1975)
- Лауреат Государственной премии РСФСР им. И. Е. Репина (1972)